# 沙兹尼慕尼尔
沙兹尼慕尼尔（1987年1月14日—2021年8月6日），马来西亚政治人物，曾经为希盟青年团团长，以及国家诚信党青年团团长。

## 生平
2019年12月8日，沙兹尼慕尼尔出任国家诚信党青年团署理团长。
2020年7月4日，原任诚信党青年团团长哈斯努祖卡奈因退党，沙兹尼慕尼尔出任诚信党青年团团长。
2021年3月5日，沙兹尼慕尼尔出任希盟青年团团长。

## 逝世
2021年8月6日，沙兹尼慕尼尔因感染新冠病毒不幸逝世，得年34岁。